# Equator
Equator (с англ. — «Экватор») — шестнадцатый студийный альбом британской рок-группы Uriah Heep, выпущенный в 1985 году. Это первый альбом группы, записанный с участием басиста Тревора Болдера после его возвращения в группу во время тура в поддержку предыдущего альбома Head First. У группы также появился новый лейбл Portrait Records, дочерняя компания CBS. Equator также стал последним альбомом Uriah Heep, на котором присутствовали вокалист Питер Голби и клавишник Джон Синклер.

## История альбома
Перед началом записи альбома в группе вновь появился басист Тревор Болдер, который остался в Uriah Heep вплоть до своей смерти в 2013 году. Болдер ушёл из группы в 1981 году фактически вынужденно. Это был период, когда Uriah Heep переживали серьёзный кадровый кризис, связанный прежде всего с уходом Кена Хенсли. Пока Мик Бокс пытался скроить новый состав, Болдер согласился на предложение группы Wishbone Ash. Однако он там так и не прижился, судя по воспоминаниям: «После двух лет работы в Wishbone Ash, я по-прежнему оставался там аутсайдером». Болдер присоединился к Uriah Heep ещё до записи альбома Equator, в турне с предыдущим альбомом Head First (1983).
В то время Uriah Heep стали терять популярность в Америке, где им приходилось играть больше на разогреве у других популярных команд — у Rush («которые были благосклонны к нам»), Judas Priest («которые относились к нам дерьмово!») и Def Leppard, у вокалиста которых Джо Эллиота остались самые приятные воспоминания о турне с Uriah Heep: «Они были лучшей группой из всех, с кем нам приходилось гастролировать когда-либо, потому что в них не было выпяченного эго, никакой претенциозности, независимо от того, выступали ли они на разогреве или хэдлайнерами. Они были настолько хороши, что мы многому у них научились, и они всегда подавали добрые советы без всяких там „Слушай, сынок“, не строили из себя отцов. А Мик Бокс — самый весёлый и искренний человек, каких я когда-либо встречал».
В это время менеджер Uriah Heep Джерри Брон стал терять контроль над группой, его фирма Bronze Records разваливалась под тяжестью бесчисленных долгов, и всеми делами Uriah Heep в Европе теперь заправлял Нил Уорнок, а в США — менеджеры группы Blue Öyster Cult Сэнди Пирлман и Стив Шенк. В июне 1983 года Bronze Records обанкротилась окончательно.
Группе пришлось гастролировать больше обычного. Uriah Heep стали расширять географию своей гастрольной деятельности за счёт ещё неисследованных хард-роковыми командами территорий, а именно — Индии, Малайзии и Индонезии.
«Мы стали выезжать гораздо дальше, потому что оттуда поступили предложения», — говорил Бокс. — «А если ехать играть в Австралию и Новую Зеландию, то все эти места просто по пути… Там случались необычные истории. Как-то раз в Индии какой-то обдолбанный индус запрыгнул на сцену и вцепился зубами в спину нашего вокалиста Пита Голби! На сцену забралась куча полицейских, они забили этого парня дубинками чуть ли не до смерти, но он никак не отпускал Пита, и у того до сих пор остался шрам. А ещё мне запомнился один концерт в Бомбее (сразу после выступления на большом фестивале в Сан-Диего (США) с Def Leppard, Mötley Crüe и Эдди Мани), который проходил в чистом поле — в буквальном смысле слова! Наше освещение там состояло из четырёх электрических лампочек. Когда какой-то репортёр спросил, какие у нас будут эффекты, я сказал: „А просто включение — выключение света!“».
Новым менеджером группы стал Гарри Малоуни, который заключил контракт с подразделением CBS Records — лейблом Portrait, и группа приступила к записи очередного альбома под руководством нового продюсера Тони Платта. Как раз в этот период, а именно 28 февраля 1985 года скончался от сердечного приступа и подсаженной алкоголем печени первоначальный вокалист Uriah Heep Дэвид Байрон.
Вокалист группы Питер Голби был недоволен работой над альбомом: «Мы проводили так много времени в гастролях, что уделили недостаточно времени этой записи». Не самым подходящим решением был и выбор в качестве продюсера Тони Платта — его стиль не вязался со стилем Uriah Heep. Группа зазвучала слишком стандартно в духе популярной тогда новой волны британского хэви-металла.
Несмотря на своё откровенно коммерческое звучание, Equator продавался неважно, и Мик Бокс винил в этом неповоротливость компании CBS, которые не удосужились вовремя запустить пластинки в продажу: «Мы ездили и играли повсюду, и всё шло довольно успешно, а пластинок в магазинах в это время не было!».
Турне в поддержку альбома Equator оказалось последним британским турне в истории Uriah Heep вплоть до 2008 года. Его плотный изматывающий график принёс свои плоды. Первым не выдержал Питер Голби, у которого стал срываться голос. «В Гамбурге я столкнулся с Гэри Муром», — вспоминал Голби, — «и он сказал, что мой голос звучит ужасно, не сорвал ли я его. Я ответил ему, что пока нет, но мы только что отыграли 16 площадок подряд. Тогда он посоветовал мне уволить своего менеджера».
В конце концов, Голби окончательно потерял голос посредине турне в Австралии, и он, разочарованный отсутствием должной поддержки со стороны CBS, истощённый бесконечными гастролями и отсутствием времени писать новый материал, решил уйти из группы. «Я любил Uriah Heep и верил в группу, но под конец всё это меня достало». Сразу же решение покинуть группу принял и клавишник Джон Синклер, вскоре став сессионным участником группы Оззи Осборна.

## Список композиций
Все песни написаны Миком Боксом, Ли Керслейком, Тревором Болдером, Питером Голби и Джоном Синклером.

### Сторона 1
1. «Rockarama» — 4:20
2. «Bad Blood» — 3:33
3. «Lost One Love» — 4:40
4. «Angel» — 4:47
5. «Holding On» — 4:20

### Сторона 2
1. «Party Time» — 4:20
2. «Poor Little Rich Girl» — 6:25
3. «Skools Burnin'» — 4:25
4. «Heartache City» — 4:59
5. «Night of the Wolf» — 4:31

## Участники записи

#### Uriah Heep
- Питер Голби — ведущий вокал
- Мик Бокс — гитара, вокал
- Джон Синклер — клавишные, вокал
- Тревор Болдер — бас-гитара, вокал
- Ли Керслейк — ударные

#### Производство
- Тони Платт — продюсер, звукоинженер, программирование
- Гэри Моберли — программирование
- Джон Хэллетт, Стивен Маклафлин, Фил Теннант, Пол Коркетт, Джон Левелл — ассистенты звукоинженера